# أوليات الفم
أوليات الفم (بالإنجليزية: Protostome)‏ إحدى مجموعات الحيوانات التصنيفية. تشكل سوية، مع ثانويات الفم إضافة لشعب أخرى أصغر، تحت مملكة ثنائيات التناظر التي تتكون من الحيوانات المتناظرة الجانبين ذات ثلاثة طبقات جنينية.
التمييز الأساسي بين أوليات الفم وثانويات الفم يتم في عملية التطور الجنيني. ففي عملية تطور أوليات الفم الجنينية، يتشكل الفم في موقع الفتحة البلاستية، ويتشكل الشرج من الفتحة الثانية.
يظهر أن أوليات الفم قد تطورت ونشأت من ثانويات الفم. مما يعني أن ثنائيات الفم هي الأصل والأسلاف التي نشأت منها أوليات الفم وأن الطريق الأكثر أولية لثنائيات التناظر هو أن تتطور من البيوض إلى بالغات.
المجموعة الأصلية لثانويات الفم ستتفرع في نقطة معينة لتعطي ثانويات الفم الحالية الحديثة أما الفرع الآخر فسيعطي أوليات الفم. لكن حتى الفرع الذي سيشكل لاحقا أوليات الفم سيستمر بعد تفرعه من ضمن ثانويات الفم لفترة بعد التفرع حتى يتطور سلف قديم لأوليات الفم ستنشأ منه كافة اوليات الفم الحالية والأنواع ضمن هذه المجموعة الناجحة.
المجموعة اللاأولية الفم الوحيدة التي ستنشأ من الأصل الثانوي الفم القديم الذي سينشأ عنه أوليات الفم هم أسلاف الديدان المنبسطة، التي ما زالت ذات تطور ثانوي الفم.